# Јакић
Јакић је јужнословенско презиме. Значајни људи са овим презименом су:
- Кристијан Јакић (1997), хрватски фудбалер
- Томислав Јакић (1943), хрватски новинар
- Војислав Јакић (1932–2003), српски сликар